# František Tichý
František Tichý (25. března 1896 Smíchov – 7. října 1961 Praha) byl český malíř, ilustrátor, grafik a jevištní výtvarník. Patřil k významným osobnostem české výtvarné avantgardy 20. století. V jeho díle má důležité místo malba a grafika s cirkusovou tematikou, která v sobě nesla hlubší podtext spojený s autorovými úvahami o podstatě umělecké tvorby, smyslu života, osudu člověka a jeho existenci.

## Život
František Tichý se narodil v nemajetné rodině bednáře a obchodního příručího Aloise Tichého a Alžběty, roz. Kratochvílové. Měl staršího bratra Václava a nevidomou sestru Antonii. Chodil do německé školy na Smíchově, kde ho učil kreslení Johann Bauch, strýc malíře Jana Baucha. Hlavní slovo v rodině měla matka, která si jako posluhovačka přivydělávala praním prádla a roznášením novin. Všimla si Františkovy záliby v kreslení a zavedla ho do učení v litografické firmě Koppe a Belmann na Smíchově. Kromě toho navštěvoval večerní kursy kreslení, kde se seznámil se svým doživotním přítelem Janem Bendou. Výuční list získal v roce 1914. Během války se živil jako poslíček a vystřídal několik dalších zaměstnání. Jeho bratr Václav přišel při bojích na frontě o obě nohy.
V letech 1917 až 1923 studoval na pražské Akademii výtvarných umění v ateliéru Jakuba Obrovského a později u Franze Thieleho a Karla Krattnera. Z této doby se datuje jeho dlouholeté přátelství s Josefem Sudkem. V roce 1919 si najal první samostatný ateliér a osamostatnil se. Přivydělával si restaurováním uměleckých děl a v roce 1920 začal spolupracovat jako výtvarník se Švandovým divadlem. Měl rád prostředí českých hospod, kde se setkával s prostými lidmi a občas si vydělával zpěvem a recitací v kabaretech. Dalším zdrojem jeho příjmů byla od roku 1922 spolupráce se satirickým časopisem Kopřivy, kam přispíval kresbami karikatur z prostředí cirkusu a býčích zápasů.
Na jaře roku 1923 odešel Tichý z Akademie ještě před řádným ukončením studia. Učil se raději sám podle svých vzorů jako byli Honoré Daumier, Jan Preisler, Bohumil Kubišta nebo Emil Filla. V dalších letech se živil jako knižní grafik, ilustrátor, výtvarný redaktor v Melantrichu a navrhoval také plakáty a reklamní tabule. Začal se více věnovat i volné tvorbě: maloval portréty, zátiší a stále častěji volil náměty ze světa cirkusu a hudby. V březnu 1928 byly jeho práce poprvé vystaveny samostatně ve výkladních skříních prodejny Krásná jizba. V letech 1928–1930 působil také jako výtvarný redaktor s časopisech Eva a Trn.
V březnu 1930 odcestoval se svou přítelkyní Marií Hráskou do Francie s cílem pokračovat do Jižní Ameriky, kde mu jeho známý nabídl místo v litografické dílně v Sao Paolu. Při čekání na odjezd, které se protahovalo kvůli politickým nepokojům v Brazílii, strávili několik měsíců v jižní Francii. Tichý zde navrhoval kostýmy pro Pinderův cirkus, podnikal výlety po Provenci a seznámil se s místními býčími zápisy. Rozhodl se, že zůstane ve Francii a bude se věnovat malování. Koncem listopadu se přestěhoval do Paříže.
Ubytoval se ve čtvrti Plaisance v ulici rue de Vanves. Zdejší skupinu malých domků obývala kolonie umělců, z českých také Bohuslav Martinů a jeho přítel Jan Zrzavý. S Martinů se Tichý stýkal už od poloviny 20. let. Během společného pobytu v Plaisance vzbudil Tichý u Martinů bližší zájem o ruskou literární klasiku.
První rok v Paříži se Tichý živil tapetováním a malováním bytů. V roce 1932 se oženil s Marií Hráskou a narodil se jim syn František. Pilně se věnoval vlastní malířské tvorbě a s podporou svých přátel, především Josefa Sudka, prezentoval své obrazy v Praze. Začátkem roku 1934 byla v Krásné jizbě v Praze uspořádána Tichého první samostatná výstava, která obsahovala 55 obrazů a kreseb z let 1931–1933. Pařížské období bývá považováno za vrchol Tichého malířské tvorby. Vedle technické stránky, v níž se projevil z počátku vliv George Seurata, se proměnila obsahová a tematická podoba jeho díla. Rozšířily se hlavní námětové okruhy a posílil se důraz na symbolický význam obrazu. Příkladem jsou oleje Kouzelník s kartami (1932), Hadí muž (1931), Artista s talíři (1931), Hráči kulečníku (1932), Břichomluvec (1934), Zátiší s červenou rybou (1933), Bílí černoši (1933), Kouzelník (1934).
V roce 1935 se s rodinou vrátil do Prahy jako známý a uznávaný malíř. Kromě cirkusových námětů vytvořil několik portrétů Josefa Sudka a objevila se i díla s erotickým nádechem jako Bílá černoška (1936) nebo Siesta (1937). Po roztržce s Uměleckou besedou byl v roce 1936 přijat do Spolku výtvarných umělců Mánes a koncem roku 1937 zde představil na samostatné výstavě 99 kreseb z minulých pěti let. V rámci expozice československého moderního umění se zúčastnil mezinárodní výstavy v Paříži a získal stříbrnou medaili. Pro nakladatelství Družstevní práce upravoval knižní publikace a vytvořil soubor devíti velikonočních pohlednic. Stále více se věnoval grafické tvorbě, v níž se objevil námět commedie dell’arte s postavami Harlekýna a Colombiny. V souvislosti s válečným ohrožením se do jeho díla promítl motiv milosrdného samaritána.
V roce 1939 se Tichý přestěhoval do ateliéru v Říšské (dnes Bělohorské) ulici, který užíval až do konce života. V letech 1940 a 1941 obdržel podporu České akademie věd a umění na uměleckou činnost. Vytvořil ilustrace k Cervantesovu Donu Quijotovi a řadě dalších knih. Navrhoval plakáty a šperky. V následující letech namaloval několik portrétů a objevil se nový obraz Paganiniho a motiv Capriccia. Uspořádal čtyři výstavy kreseb, ilustrací a grafiky v Praze. Koncem války pobýval v Brně a Kroměříži.
V letech 1945 až 1951 byl profesorem na Vysoké škole uměleckoprůmyslové v Praze, kde vyučoval kresbě a grafice. V roce 1946 byl zvolen členem České akademie věd a umění. V sezóně 1947–1948 spolupracoval s Národním divadlem, pro které vytvořil jevištní výpravu k Verdiho opeře Aida a Stravinského baletu Petruška.
V roce 1951 byl Tichý z ideologických důvodů donucen odejít z Vysoké školy uměleckoprůmyslové, když již o dva roky dříve byla uzavřena jeho třída. Jeho malířské práce z tohoto období mají silně autobiografický charakter a odráží se v nich jeho bezvýchodné duševní rozpoložení – Břichomluvec (1948), Oběšený Harlekýn (1948) Paganini (1949) Milosrdný Samaritán (1949), Scapino (1951). V letech 1951–1953 spolupracoval s filmovým studiem na výtvarné koncepci pěti filmů, mj. Cirkus bude a Hudba z marsu.! V roce 1956 se v Praze konaly dvě jeho autorské výstavy. V polovině padesátých let z důvodu počínající nervové choroby pracoval převážně na objednávku a tvořil ilustrace k novinovým povídkám a návrhy knižních obálek. V roce 1957 vytvořil na papíře několik prací – svůj poslední autoportrét (Co čumíš), Chiméry Dona Quijota, Štěstěna a Krasojezdkyně. V dubnu 1958 se František Tichý nervově zhroutil a v průběhu dlouhodobé léčby onemocněl rakovinou. V roce 1960 vzniklo několik závěrečných prací a v Praze se konala poslední samostatná výstava. Obsahovala pouze portréty a nesla název Tváře. Nakladatelství československých výtvarných umělců vydalo Tichého monografii od Františka Dvořáka. Na jaře 1961 byl František Tichý jmenován zasloužilým umělcem (spolu s Josefem Sudkem). Zemřel v nemocnici ve věku 65 let a je pochován v Praze na Břevnovském hřbitově.
Velká posmrtná výstava životního díla Františka Tichého se konala v Praze v Mánesu a v Nové síni v roce 1962. Od té doby bylo uspořádáno téměř 80 výstav, většinou komorního charakteru. Galerie hlavního města Prahy uspořádala soubornou výstavu v Domě U Kamenného zvonu na přelomu let 2002–2003 a současně byla vydána monografie Františka Tichého od Tomáše Wintera.

## Dílo

### Volná tvorba
František Tichý byl výraznou uměleckou individualitou – solitér, který stál mimo všechny umělecké skupiny a proudy. Jeho přínos je v poetickém, velmi lidském a osobitě pojatém díle vytříbené techniky. Jeho hlavním charakteristickým znakem je cit pro ladnost pohybu figury a schopnost citlivého pojetí práce se světlem. Objekty na obrazech vytvořené pevnými liniemi, světlem a stínem doprovázel jemnými barevnými odstíny.
Používal různé výtvarné formy (uhel, kvaš, suchá jehla, pastel, akvarel, olej). Tichého malířské dílo čítá 196 olejů , soupis grafického díla má 307 položek. Přesto, že jeho tematický i výrazový rejstřík je velice bohatý – zátiší, motivy městské krajiny, portréty, stále se vracel v nejrůznějších variantách k postavám ze světa cirkusových a varietních manéží.
Už v počátcích své tvorby se Tichý inspiroval světem cirkusů a varieté, který viděl jako podobenství tragických poloh lidského života. Zároveň byl pro něho podobenstvím o podstatě umělecké tvorby, kterou chápal jako vrcholný okamžik, za jehož zdánlivou lehkostí a efektem zůstává skryta usilovná práce.  Ztotožňoval vlastní umělecký výkon s výkonem artisty v cirkuse. První litografie na toto téma jsou již z počátku dvacátých let (Hrazdařka, 1921). Práce z druhé poloviny dvacátých let (Mávající clowni, 1927) nesou ještě pozůstatky expresivní barevnosti. Dalšími tématy byly portréty a zátiší. Začínal kresbami pro své přátele a příbuzné, které měly blízko ke karikatuře. Hledal svůj osobitý výraz, ale v oblasti malby ještě narážel na technické obtíže. K jeho výtvarným projevům patřily dlouhé tahy štětcem a expresivní výraz (Portrét malíře Bendy 1924, Portrét paní Bendové 1925, Zátiší s lahví a ovocem 1927, Zátiší s dýmkou II 1927).
Rozhodující význam pro umělecký vývoj Františka Tichého měl pobyt ve Francii v letech 1930 až 1935. Získal technickou jistotu, změnil se jeho malířský rukopis a barevné cítění. Na počátku dával přednost technice kvaše a akvarelu, což vylehčilo jeho paletu a umožnilo rozpustit obrysy v sestavu barevných bodů. Vliv George Seurata ho vedl k vytváření prostoru obrazu pomocí barevných skvrn a posílení poetického dojmu (Clown v manéži 1931, Artista s talíři 1931). Postupně nalezl svou vlastní techniku spočívající v dokonalém zvládnutí kresby a metodické práci s plochou a obrysem. Pomocí technických prostředků, využitím světla a barev posílil Tichý symboliku svých obrazů a jejich psychologický rozměr (Hadí muž 1931, Kulečník 1933, Kouzelník s kartami – Bílý cylindr 1932). Život ve Francii a kontakt s tamním uměleckým světem přinesl Tichému mnoho nových inspiračních zdrojů, které rozšířily jeho námětové okruhy: býčí zápasy (Corridas de toros 1932), etnické primitivní umění (Bílí černoši 1933), městské scenérie (Kavárna 1933, Podzemní dráha v Paříži 1934, Pařížské střechy 1935). Věnoval se také malbě zátiší, mezi nimiž zvláštní místo zaujímá kvaš Chardinovy brýle (1931). Hlavním tématem zůstávaly postavy z cirkusového prostředí (hlavy klaunů, klaun Grock, kouzelníci) a objevil se motiv břichomluvce jako symbol rozpolcenosti člověka (Břichomluvec 1934). K nejznámějším a nejvýraznějším obrazům Tichého z tohoto období patří rozměrný olej Kouzelník (149×100 cm), který začal tvořit v roce 1934. Po návratu z Paříže chtěl malbu setřít a obraz rozřezat, protože nebyl s prací spokojen. Vymluvil mu to přítel Josef Sudek a obraz si vzal k sobě do bytu. V roce 1944 jej Tichému vrátil a ten na něm v následujících letech znovu pracoval. Nikdy jej však nepovažoval za dokončený, vadil mu zejména nesoulad mezi figurou a pozadím.
Od přelomu let 1937–1938 se důležitou součástí jeho díla stala grafika (litografie, suchá jehla, lept) s tématy z prostředí cirkusu a commedie dell’arte (klauni, polykač mečů, Harlekýn a Colombina), ke kterým se průběžně vracel i v pozdějších letech. Objevily se motivy erotické (Salome, Siesta, Krotitelka hadů, Hrazdařka). Své obavy a pocity z blížícího se válečného konfliktu vyjádřil v dílech s náboženskou tematikou a biblickými motivy (Milosrdný Samaritán, Zvěstování, Kristus na Hoře olivetské, Ukřižování), které rozvíjel až do roku 1949. Od roku 1941 se v jeho tvorbě objevovala postava Paganiniho, kterou zpracoval ve více než třiceti verzích v různých technikách (kresba, grafika, olej). Imaginárním portrétem Paganiniho vyjadřoval Tichý svůj vztah k procesu umělecké tvorby, v němž virtuozita je výsledkem tvrdé práce a osobních zkušeností. Motiv Capriccio patří do uceleného cyklu, který Tichý zpracovával v letech 1944–1947.
V jeho malbě došlo k formálnímu posunu, spočívajícímu ve zhutnění barevné skvrny a nové ostré funkci linie. Postavy a věci dostaly pevný obrys a plastický tvar. Kolorit obrazů byl většinou tlumený, práce se symbolikou světla a stínu zvyšovala dramatický účinek díla (Hadí muž 1945). V jeho tvorbě se promítalo psychické rozpoložení dané tísnivým dobovým ovzduším. Portréty, zátiší, ale také krajinomalba vyzařovaly pocity smutku a melancholie (Portrét MUDr. Josefa Jandy 1943, Scapino 1942, Portrét paní H. 1944, Zátiší s lebkou 1943, Krajina 1943). Význačnou prací z roku 1944 je olej Sedící Harlekýn s často používaným motivem zastíněných očí.
V poválečných letech Tichého malířská tvorba sice polevila, ale vzniklo poměrně velké množství grafik a plakátů. Většina grafické produkce byla věnována knižní tvorbě a drobné grafice (frontispisy, viněty, ex libris, novoročenky a pod.).
Práce z období let 1948–1951 mají silně autobiografický charakter. Znovu se vrátil k tématu smrti a sebeobětování. Toto pro Tichého nepříznivé období, vyvolané společenským klimatem, dokumentují dva obrazy Oběšený Harlekýn I a II z roku 1948, do nichž vložil obraz svého vlastního osudu. Z dalších prací reagujících na depresivní psychický stav, lze uvést obrazy na téma břichomluvců, smutných klaunů nebo grafiku Sen (Andělíčkářka 1949). V jeho práci jsou patrné tendence ke zjednodušení výrazových prostředků a znakovému podání. Během let 1950 až 1955 namaloval Tichý v tomto duchu několik portrétů svých přátel a známých osobností (Václav Chochola 1950, dr. Baroch 1955, Václav Talich 1955). Tichý jako portrétista dokázala dokonale vystihnout tvář i povahu svých modelů.
Tichého volná tvorba se uzavřela v roce 1957, kdy vytvořil na papíře několik prací – svůj poslední autoportrét (Co čumíš), Chiméry Dona Quijota, Štěstěna a Krasojezdkyně.

### Scénografie
František Tichý vytvořil pro divadlo více než padesát scénických výprav, často včetně kostýmních návrhů.
Začínal ve Švandově divadle, kde v roce 1921 v roce 1921 připravil výpravu k Moliérově komedii Škola žen. Většího prostoru se mu dostalo po nástupu Julia Lebla do funkce uměleckého vedoucího divadla. Od r. 1924 Tichý vytvořil 22 inscenací, jejichž scénickou podobu lze odvodit pouze z kusých zpráv ( Celibát Jana Fercha, John Gabriel Borkman Henrika Ibsena a další tituly vesměs veseloherního žánru). Jeho práci charakterizovala výrazová úspornost, snaha vytvořit umělecký rámec divadelní hry malířskými prostředky bez ohledu na hloubku scénického prostoru. Návrhy malované temperami sloužily především jako předloha k výrobě dekorací, případně byly využity jako poutače pro veřejnost. Po zániku Švandova divadla se v roce 1929 podílel na přípravě představení v nově založeném Intimním divadle jako výtvarník plakátů a scénograf pro hry Lady Fanny a její služebnictvo a Slečna Mňau.
Ke scénografii se Tichý vrátil v roce 1940, kdy se podílel na inscenaci Hlávkovy hry Panama, kterou uvedlo Prozatímní divadlo v režii Jiřího Frejky. Pro snížení podhledu použil těžké draperie a systém jednoduchých kulis. Působivé bylo využití Tichého figurální malby cirkusového klauna s tanečnicí, která dotvořila scénický prostor. Do roku 1950 vytvořil František Tichý 9 návrhů na dekorace k představením na různých pražských scénách, několik jich zůstalo nerealizováno. Své nejlepší scénické práce vytvořil v krátkém rozmezí v letech 1945–1949, kdy ho získal k pohostinské spolupráci s Národním divadlem choreograf Saša Machov. Z pěti zadaných inscenací však byly realizovány jen dvě (Verdiho opera Aida ve spolupráci s O. Mrkvičkou a Stravinského balet Petruška). Velké, malířsky pojaté plochy kulisy doplněné stylizovanými přírodními motivy a ve spojení s hudbou vytvářely působivou atmosféru. Pro své výpravy vypracovával vždy celou sérii kostýmních návrhů, z nichž každý by mohl být samostatným dílem. Pro představení Petrušky navrhl i kostýmy, které evokují postavy z cirkusového světa. Otevřel nové cesty scénického výtvarnictví s hlubokou symbolikou ukrytou v samotných scénách i kostýmech. Poslední výpravou Františka Tichého byl cyklus Cikánských romancí F.García Lorcy v divadle D34.
Za největší přínos Tichého scénografii lze označit schopnost umělce vložit do nefigurativního abstraktního obrazu základní myšlenku hry. Za další umělcův přínos můžeme v tomto uměleckém odvětví považovat jeho jednoduchost, nevýpravnost, minimalistické řešení scény při zachování kompozičního řádu. Jedná se o popření popisnosti, ale zároveň vytvoření iluze imaginárního světa.

### Knižní tvorba
František Tichý ilustroval 263 knih, většinou se jednalo o ilustraci na obálce, vazbě, frontispisu, případně celostránkové ilustrace. Právě v knižní tvorbě uplatnil své vynikající kreslířské kvality.
Této činnosti se věnoval od roku 1926, kdy vytvořil obálku a tři expresivní kresby tuší pro knihu povídek Antonína Mádla Blahoslavené milování. Od roku 1928 spolupracoval s nakladatelstvím Melantrich, pro které navrhoval knižní obálky, ilustroval díla ruských a francouzských autorů a také knihy pro děti. Významným datem pro jeho knižní tvorbu byl rok 1939, kdy vytvořil čtyři lepty pro bibliofilské vydání Lermontovova Démona. Cyklus byl pokládán za jeden z vrcholů Tichého grafické práce. Během válečných let se Tichý zařadil mezi nejvyhledávanější české ilustrátory. V této době ilustroval Arbesovo Romaneto, Cervantesovy Příběhy Dona Quijota, Bassův Cirkus Humberto a Robinsona Crusoe od Daniela Defoe. Po velkém úspěchu Cirkusu Humberto mu byly svěřeny ilustrace pro další knihy s náměty cirkusu, potulných komediantů a herců: Jiří Valja Rodina komediantů, Ivan Olbracht Bratr Žak, Eduard Bass Lidé z maringotek, Tristan Rémy Jan Kašpar Debureau nebo František Rachlík Komedie plná lásky. Na obálkách převažovaly plošné kresby s dominantní postavou muže.
V poválečných letech došlo v Tichého obálkové tvorbě ke změně: postavy zmizely a kresby jsou sestaveny z geometrických tvarů, jak je patrné např. na obálce knihy Emila Filly O výtvarném umění z roku 1948. Směřoval ke zjednodušení a zdůrazňoval úlohu písma, které na některých obálkách kresbu zcela vytlačilo (TGM: Ideály humanitní 1948, Josef Sudek: Fotografie 1956). V padesátých letech Tichý z existenčních důvodů nakreslil velké množství ilustrací, mezi nimiž vynikají Londonův Martin Eden (1956) nebo Kuprinův Souboj (1957). Vracel se ke svým oblíbeným autorům, jako byl např. Robert Luis Stevenson. Bibliofilské vydání knihy E. A. Poea Havran s ilustračním doprovodem Františka Tichého vyšlo až dva roky po jeho smrti. Jeho poslední nedokončenou prací byly kresby ke Gogolovým Mrtvým duším. Román s obálkovou kresbou, frontispisem a dvěma barevnými celostránkovými kresbami vydalo nakladatelství Odeon v roce 1968.

## Ocenění
- 1961 titul zasloužilý umělec
- 1996 Medaile Za zásluhy  I.stupně (in memoriam)

## Vybraná scénická provedení
- 1928 I. S. Turgeněv: Měsíc na vsi, Stavovské divadlo, režie Vladimír Gamza
- 1940 Miloš Hlávka: Panama, Prozatímní divadlo, režie Jiří Frejka (scénu navrhl Fr. Tichý společně s J. Frejkou)
- 1943 Ch. D. Grabbe: Don Juan a Faust, Divadlo Na poříčí, režie František Salzer
- 1948 Giuseppe Verdi: Aida (opera), Národní divadlo / Divadlo 5. května, režie Luděk Mandaus (scénu navrhl Fr. Tichý společně s Otakarem Mrkvičkou)
- 1948 Igor Stravinskij: Petruška (balet), Národní divadlo, režie Saša Machov (Fr. Tichý navrhl i kostýmy)
- 1950 A. N. Ostrovskij: Vrána k vráně sedá, Divadlo Komedie, režie Jan Fišer
- 1950 A. P. Čechov: Strýček Váňa, Komorní divadlo, režie Jan Fišer